# 無線充電

充電器中的主要線圈和用電裝置中的次要線圈以感應電流的方式充電。

無線充電，又稱作感應充電、非接觸式感應充電，是利用近場感應，也就是電感耦合，由供電設備（充電器）將能量傳送至用電的裝置，該裝置使用接收到的能量對電池充電，並同時供其本身運作之用。基本上由於充電器與用電裝置之間以電感耦合傳送能量，兩者之間不需使用電線連接，因此充電器及用電的裝置都可以做到無導電接點外露。那樣就比有線充電更為方便。

## 歷史
尼古拉·特斯拉認為可以用特斯拉線圈實現無線供電。但實驗沒有成功。
1978年，美國發明家約翰·喬治·博格爾開始嘗試給電動汽車進行無線充電。
1989年，日本八電子提出了與WiTricity的磁耦合諧振原理完全相同的電路。
1993年，日本大福公司實現了世界上第一起非接觸式供電和輸送系統。其理論基礎來自奧克蘭大學約翰·博伊斯的理論。
1994年，村田製造公司的開發商宣布“磁耦合諧振技術”。
2006年11月，麻省理工學院（MIT）的馬林·索爾賈希克成功了2米傳輸實驗。
2009年1月，WiPower公司制定磁共振標準“A4WP”，支持高達50W的功率傳輸，距離可達5厘米，功率傳輸頻率為6.78 MHz。
2010年7月，無線電力聯盟（WPC）制定磁感應標準“Qi”。制定了5W或更小的移動終端的標準。
2012年1月，IEEE發布根據IEEE標準協會（IEEE-SA）的PMA磁感應標準，行業組成電力事務聯盟（PMA）。該標準與Qi相似，主要建置一套安全，節能的感應電源標準，並進行智能電源管理。
2015年9月，A4WP與PMA無線充電組織合併成AirFuel Alliance，推動統一無線充電標準。
2019年2月，集成了WiTricity技術與Qualcomm Halo（來自奧克蘭大學的Halo IPT）技術。

## 兩大標準
自2015年PMA與A4WP合併之後，目前無線充電剩下兩大標準：
- Wireless Power Consortium（WPC）的Qi標準，由24席理事成員共同領導。
- AirFuel Alliance（AFA）的AirFuel Resonant（A4WP標準）和AirFuel Inductive（PMA標準），由15席理事成員共同領導。

WPC理事會成員：AirCharge、ConvenientPower、Delphi Automotive、Fulton Innovation、Haier（海尔）、HTC（宏达电子）、Integrated Device Technology、Leggett & Platt、LG Electronics（LG電子）、MediaTek（联发科）、Nokia（诺基亚）、NXP、Panasonic（松下）、Philips（飛利浦）、PowerbyProxi、Qualcomm（高通）、Robert Bosch、Rohm、Samsung Electro-Mechanics（三星电机）、Sony（索尼）、STMicroelectronics、Texas Instruments（德州仪器）、Toshiba（东芝）、Verizon Wireless。
AFA理事會成員：AT&T、Dell、Duracell、Energous、Flextronics、Gill Electronics、Integrated Device Technology Inc.、MediaTek Incorporated、ON Semiconductor、Powermat、Qualcomm Technologies、Samsung Electronics、Samsung Electro-Mechanics、Starbucks、WiTricity Corp。

### 概況

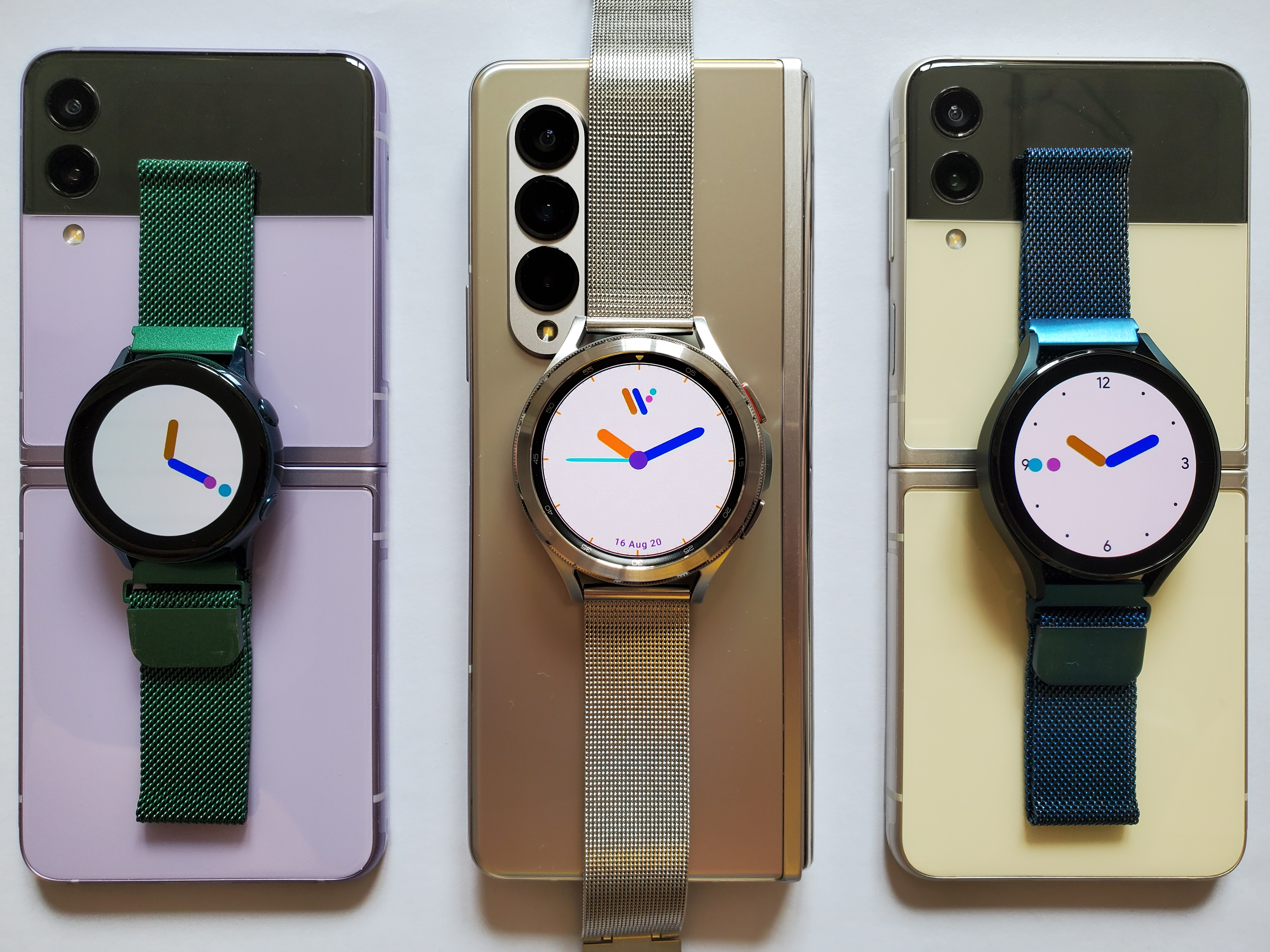
三星Galaxy Z系列智能手機擁有「Wireless PowerShare」功能，可以為旗下的Galaxy Watch智能手錶無線充電。

A4WP及PMA合併成為AirFuel聯盟之後，其內部存在兩個不同的標準，進行雙模發展解決方案並提出認證計劃，嘗試讓兩種標準一起發展在不同的應用環境，未來將整合磁共振與磁感應技術，推動無線充電統一標準。
AirFuel Resonant指的是原先A4WP的標準、AirFuel Inductive則是指原先PMA 的標準。而WPC的Qi標準與AirFuel Inductive的標準相似度很高，因此無論充電器還是接收器要同時相容於這兩個標準並不困難。但這兩個標準與AirFuel Resonant完全不同，WPC Qi和AirFuel Inductive為磁感應技術、AirFuel Resonant是磁共振技術，兩者原理完全不一樣，因此無論充電器還是接收器要同時相容於這兩個技術就非常困難。
目前市面上內建無線充電功能的智慧型手機幾乎都同時相容於WPC Qi及AirFuel Inductive，如三星的Galaxy S6、S6 Edge、S7、S7 Edge，而充電器則絕大多數支援WPC Qi及AirFuel Inductive，支援AirFuel Resonant的充電器及接收器則非常少見，但AirFuel Resonant的磁共振技術充電效率較佳且支援多設備充電。

## 發展趨勢
原本無線充電是由三大族群分庭抗禮，然而當其中A4WP及PMA合併成為AirFuel後，整個競爭市場布局將會徹底改觀，這場龜兔賽跑即將在不久的未來見真章，尤其在2015年4月日本的英特爾科技論壇（Intel Developer Forum，又稱為英特爾開發者論壇）針對無線充電所舉辦的亞太區發表會，改寫無線充電的歷史定位（因為所有電腦無線化及全面使用A4WP後），台灣的媒體卻仍將Qi和AirFuel混為一談而誤導社會大眾時，的確值得社會大眾關注此一議題。
無線充電族群中，當英特爾（Intel）宣佈加入無線充電聯盟（Alliance for Wireless Power；A4WP），與博通（Broadcom）、Gill Industries、IDT、高通（Qualcomm）、三星電子（Samsung Electronics）以及三星電機（Samsung Electro-Mechanics）等公司一樣成為A4WP的董事會成員之一後；並根據CNET和PCWorld報導，英特爾（Intel）研發無線科技，可以讓電腦擺脫所有的電源線、轉接線，新科技預定2016年問市。英特爾並在2014年6月4日在台北國際電腦展表示，搭載「Skylake」晶片的裝置將可以無線充電、無線傳輸數據。這個平台將採用WiGig傳輸技術，能無線連接桌上型電腦、顯示器、滑鼠、鍵盤等，不再需要接線連接各種裝置。該公司並表示最快2015年無線模組可整合進電腦內。然而為了提升行動裝置的無線充電效率，並讓小型電子產品以外的裝置，如筆記型電腦、平板電腦等產品，皆能享有無線充電功能，A4WP日前正式發布電力傳輸功率可達50瓦的無線充電標準，成為三大標準陣營中，首個傳輸功率可達5瓦以上的標準。
至於屬於PMA聯盟的金頂電池（Duracell），打算花費數億美元的成本，為麥迪遜廣場花園和達美航空貴賓室打造無線充電設備。星巴克（Starbucks）和麥當勞（McDonald’s）也計劃在店內設置無線充電板，提供顧客可在店內充電的便利性，這將帶動無線充電市場的快速成長。現階段消費者購買商品時，應該開始擔心所選購的產品會不會在日後被淘汰。
PMA和A4WP簽署初步協議，並在2015年CES展宣布合併訊息，並在同年6月宣布整併完成，實現各自標準優勢的同時相容對方標準。這意味今後PMA和A4WP的充電設備將可通用，這對雙方乃至整個無線充電產業而言都是一件好事。在雙方結盟之後，PMA將會獲得A4WP的優勢，亦即可在一座充電器下同時給多個設備無線充電。雙方都在PMA開放式的API網路基礎上管理和相容充電點，所以在商用市場進展較慢的A4WP則可以獲得遍布於星巴克以及麥當勞等地的充電熱點，如此看來，此舉對兩者及市場普及化都是十分有益的一場合作。
目前市場上至少有四種不同的無線充電技術，試圖爭搶市場上數十億台新一代行動裝置的電源商機，而分析師預期，到2018年，該技術領域的贏家將可主宰市場規模達7億台裝置的無線充電市場。
2016年5月，Intel宣布退出AirFuel，為整個市場投下了震撼彈，原本以為AirFuel將擊敗WPC聯盟所制定的Qi標準，沒想到形勢在一夜之間產生了變化，而Qualcomm似乎也悄悄地降低了投入，於是，這場標準戰爭，又陷入了泥沼。
在Techno Frontier 2017 歐姆龍展位展示的“第二共振”技術，即使線圈軸線偏移了10厘米，也保持了90％左右的效率。關鍵是僅在次級側構建諧振電路。如果構造在初級側和次級側，傳送距離變長，但是如果線圈的軸線移動，則效率極低。

## 優點
- 安全：無通電接點設計，可以避免觸電的危險。在植入嵌入式醫療裝置上，可以在不損害身體組織的情況下對植入在人體內的醫療裝置進行充電而不需要有電線穿過皮膚及其他自體組織，免去感染的風險。
- 方便：充電時無需以電線連接，只要放到充電器附近即可。技術上，一個充電器可以對多個用電裝置進行進電，在有多個用電裝置的情況下可以省去多個充電器、不用佔用多個電源插座、沒有多條電線互相纏繞的麻煩。

## 缺點

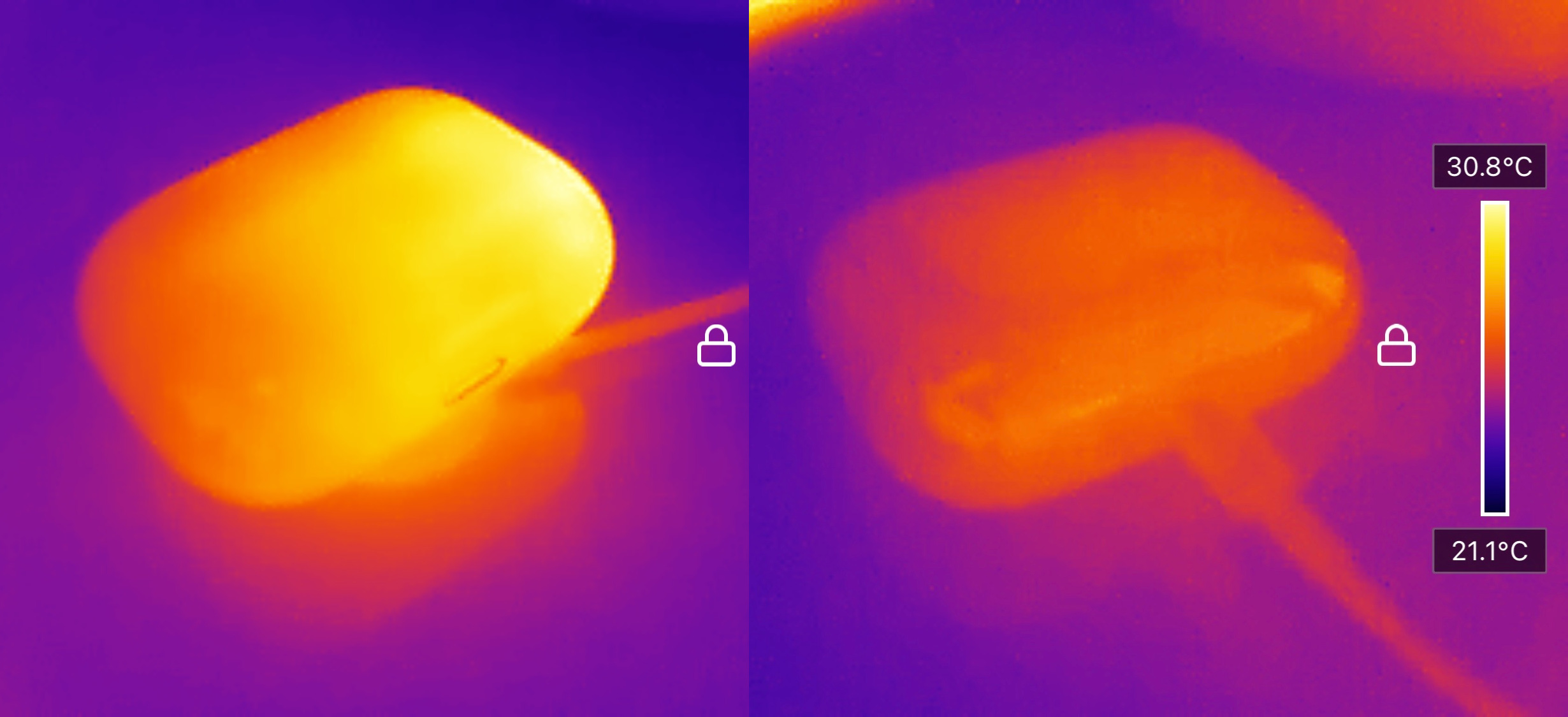
無線充電（左）比使用有線充電（右）產生更多的廢熱。

- 充電效率低：一般充電器內也有變壓器，但無線充電以發射線圈及接收線圈組成的變壓器由於在結構上有限制，所以能量存送效率理論上會略低於一般充電器。若電源先由市電經適配器（降壓、整流、穩壓）後再接到無線充電器，如此經多重轉換，效率會更低。
- 充電速度慢：由於目前手機等接收設備，大多限制了輸入的功率，因此充電速度較慢。
- 成本高：在充電器需要有推動線圈的電子線路，而在用電裝置需要有電力轉換的電子裝置，兩者也需要有線圈，而且需要高頻濾波電路以滿足FCC之規範，因此成本比直接接觸為高。
- 不能在移動時充電：這個問題只在移動裝置上發生，例如電動刮鬍刀在充電時就不能移離充電器，若電動刮鬍刀內的電池剛完全用盡時就不能使用，反而傳統以電線連接充電的設計可以持續使用。
- 兼容性低：不同品牌的無線充電裝置因為無統一標準，因此不能通換使用。但近年，業界組織WPC開始推行標準化，展望將會有望達至標準統一。不過隨著Qi標準在2012年末廣泛用於多種流行手機，但是一直無法普及並廣泛使用，現在基本上雖提到“支持無線充電”就是“支持Qi無線充電”，但是未來發展則未可知。
- 發熱嚴重：由于電力轉換的電子裝置在工作時會有損耗，而且電子裝置十分貼近被充電的接收設備，因此使用者會在使用中感受到很高的熱量。其實這一點和傳統線充使用的適配器發熱是一致的。目前特斯拉無線設備公司的新產品解决了這一問題，使得充電時溫度和線充基本一致。
- 電池壽命耗損高：使用一般的有線充電時，裝置會讓充電器直接供給電源給裝置，並讓裝置中的電池得到休息。而在使用無線充電時，裝置並不會讓電池停止工作。無線充電把電池充飽一部份後，電池又供給電源給裝置，消耗掉部分電力後，充電器再把電力充進電池內。一來一往，讓電池不斷處在被使用的狀態，造成電池壽命的耗損。

## 應用

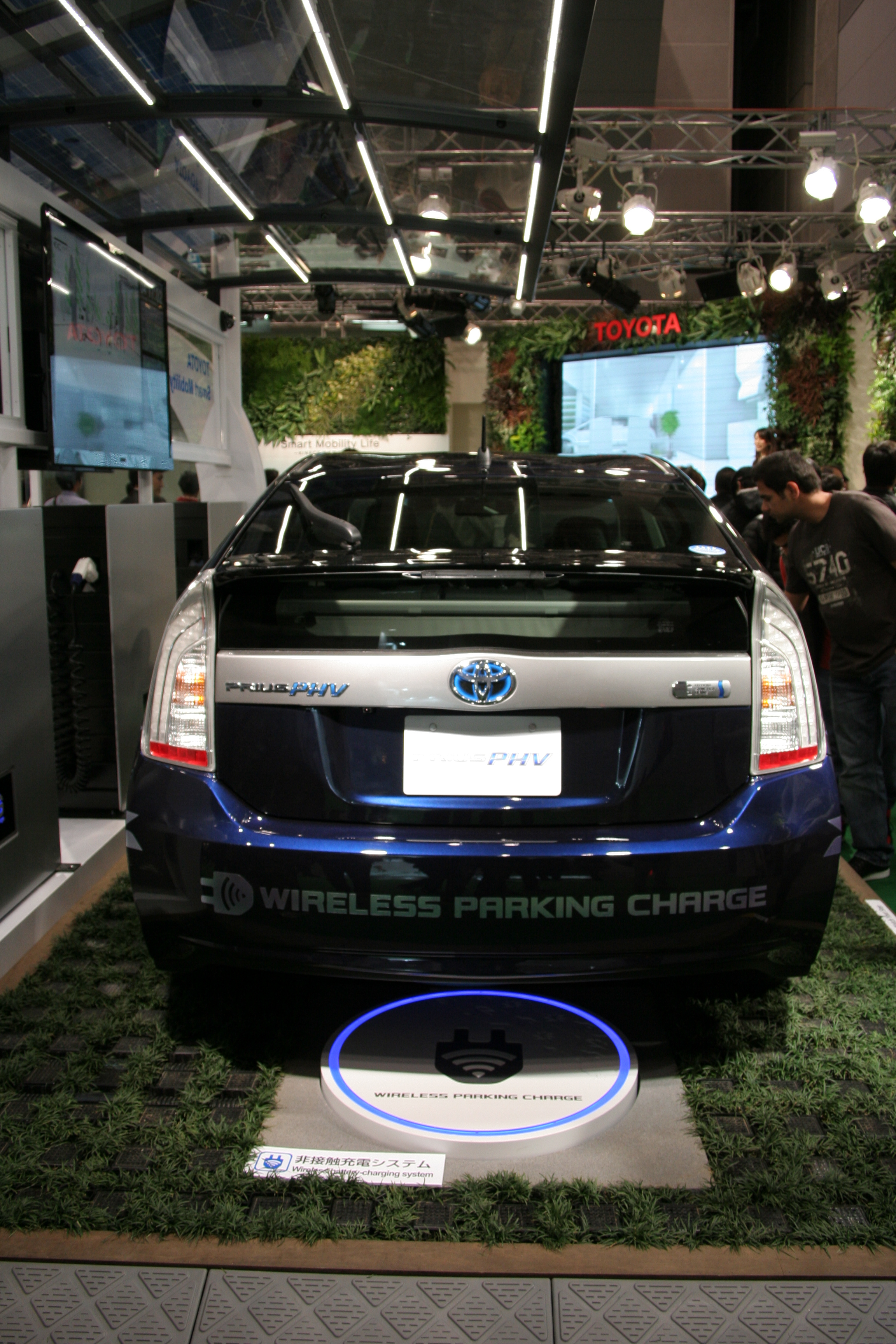
電動車無線充電站

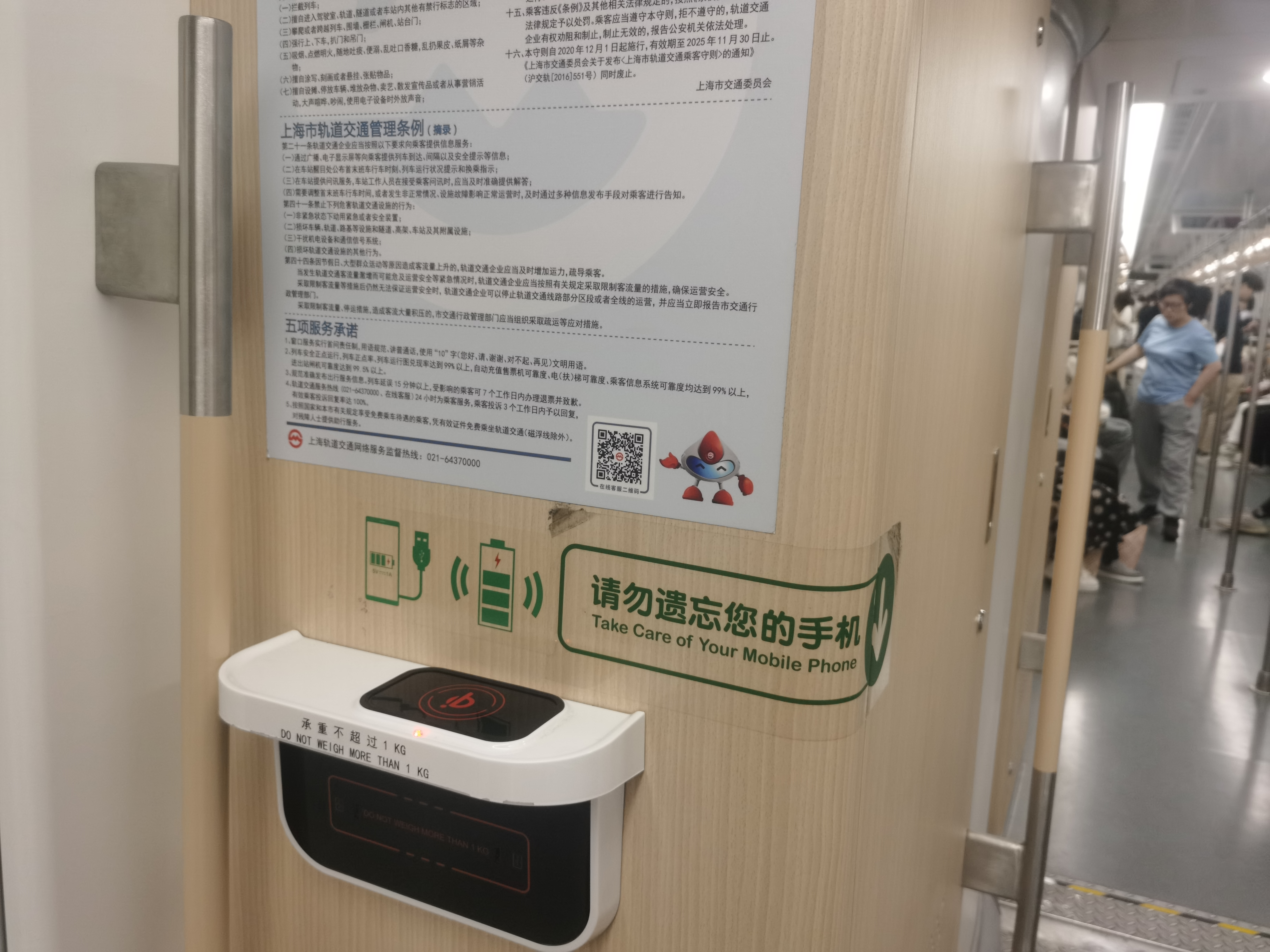
上海轨道交通18号线列车内的手机无线充电区

- 智慧型手機
- 觸控筆
- 數位筆
- 可穿戴式智能產品
- 漂浮喇叭
- 筆記型電腦
- 桌上型電腦
- 電動刮鬍刀
- 電動牙刷
- 手提電話
- 人工心臟和其他人體內嵌裝置
- 電動車
- 純電動車